# Dexosarcophaga megista
Dexosarcophaga megista är en tvåvingeart som först beskrevs av Hall 1933. Dexosarcophaga megista ingår i släktet Dexosarcophaga och familjen köttflugor.
Artens utbredningsområde är Panama. Inga underarter finns listade i Catalogue of Life.